# Gustav Iden
Gustav Iden (Bergen, 1 mei 1996) is een Noorse triatleet, die in 2019 vriend en vijand verraste door de jongste Wereldkampioen Ironman 70.3 ooit te worden in het Franse Nice.

## Carrière[2][3]

#### Beginjaren
Gustav Iden veroverde zijn eerste nationale titels in 2014, zowel op de triatlon als de duatlon. Het daaropvolgende jaar eindigde hij in de top-10 van de Wereldkampioenschappen voor junioren in Chicago. In 2016 maakte Iden een uitstapje naar de halve afstand en schreef de Ironman 70.3 van Haugesund op 20-jarige leeftijd op zijn naam. Na een grillig begin van zijn overstap naar het professionele veld op de sprint- en Olympische afstand, vond hij in 2017 de regelmaat en won dankzij een goed fiets- en looponderdeel zijn eerste wereldbekerwedstrijd in Karlsbad.

#### 2018
In 2018 volgde zijn doorbraak in de World Triathlon Series met een top-10 finish bij de wedstrijd in Abu Dhabi, gevolgd door een bronzen medaille bij de wedstrijd in Bermuda. Daar completeerde hij het eerste mannelijke podium in deze serie wedstrijden dat volledig door één land zou worden veroverd, eindigend achter zijn landgenoten Casper Stornes en Kristian Blummenfelt.
Later dat jaar bezette ditzelfde trio Noren het podium van de Ironman 70.3 in Bahrein, waarbij Iden tweede werd in een eindtijd van 3:28:25 (op dat moment de tweede tijd over deze afstand aller tijden).

#### 2019
In 2019 bevestigde Iden zijn status in het ITU-circuit met wereldbekeroverwinningen in Lausanne en Weihai, opnieuw een bronzen medaille bij de WTS-wedstrijd in Bermuda en vierde plaatsen bij het Olympisch testevenement in Tokyo en de Grande Finale van de WTS in Lausanne. Zijn goede prestaties leverden hem een top-10 notering op in het eindklassement van de World Triathlon Series.
Een week na zijn vierde plaats bij de seizoensafsluiter van de WTS stond Gustav Iden aan de start van de Wereldkampioenschappen Ironman 70.3 in Nice. Hij viel daar op door in tegenstelling tot de andere professionele triatleten niet op een tijdritfiets, maar op een omgebouwde racefiets met ligstuur het fietsonderdeel te voltooien. Tijdens het fietsonderdeel meldde hij zich vooraan in de wedstrijd en kwam samen met Alistair Brownlee en Rudy Von Berg de tweede wisselzone binnen. In de wisselzone en bij het looponderdeel maakte hij vervolgens het verschil en kroonde zich wereldkampioen Ironman 70.3.

## Titels
- Wereldkampioen Ironman 70.3 - 2019, 2021

## Resultaten in World Triathlon Series
Bestaande uit races over de Olympische en sprintafstand
| Seizoen                     | 1   | 2 | 3   | 4  | 5  | 6   | 7   | 8 | GF  | Positie | Punten |
| --------------------------- | --- | - | --- | -- | -- | --- | --- | - | --- | ------- | ------ |
| World Triathlon Series 2017 | DNF | - | 22  | -  | 26 | DNS | 25  | - | -   | 50      | 761    |
| World Triathlon Series 2018 | 9   | 3 | DNF | -  | 21 | -   | DNF |   | DNF | 24      | 1602   |
| World Triathlon Series 2019 | 22  | 3 | 24  | 36 | 14 | 11  | -   |   | 4   | 9       | 3028   |

## Palmares
- 2016:  Ironman 70.3 Haugesund
- 2017:  Wereldbekerwedstrijd Karlsbad
- 2018:  WTS Bermuda
- 2018:  Wereldbekerwedstrijd Lausanne
- 2018:  Wereldbekerwedstrijd Weihai
- 2018:  Ironman 70.3 Bahrein
- 2019:  WTS Bermuda
- 2019: 9e Wereldkampioenschappen triatlon (WTS)
- 2019:  Wereldkampioenschappen Ironman 70.3, Nice
- 2020:  Challenge Daytona
- 2021: 8e Olympische Spelen Tokio
- 2021:  Wereldkampioenschappen Ironman 70.3, St. George
- 2021:  Ironman Florida
- 2022:  Wereldkampioenschappen Ironman Kona

2006 Craig Alexander ·
2007 Andy Potts ·
2008 Terenzo Bozzone ·
2009 Michael Raelert ·
2010 Michael Raelert ·
2011 Craig Alexander ·
2012 Sebastian Kienle ·
2013 Sebastian Kienle ·
2014 Javier Gómez ·
2015 Jan Frodeno ·
2016 Timothy Reed ·
2017 Javier Gómez ·
2018 Jan Frodeno ·
2019 Gustav Iden ·
2021 Gustav Iden ·
2022 Kristian Blummenfelt ·
2023 Rico Bogen